# Robin Hahn
Robin Hahn (* 19. Juni 1933 in Regina, Saskatchewan; † 14. August 2021 in Dauphin, Manitoba) war ein kanadischer Vielseitigkeitsreiter.

## Karriere
Robin Hahn wurde 1933 als Sohn von Christopher Nicholas Hahn und Thelma Vida Hahn geb. Palmer geboren. Er ging in Belle Plaine und Moose Jaw zur Schule und studierte spärter an der University of Guelph. Nach seinem Studium kehrte er nach Belle Plaine zurück und begann dort als Getreidebauer zu arbeiten.
Im Vielseitigkeitsreiten war Hahn Pionier und startete für Kanada bei mehreren internationalen Turnieren. 1950 zog Hahn in den Osten des Landes, um mit seinem Pferd Colette bei der kanadischen Vielseitigkeitsmannschaft mit zu trainieren. 1967, 1969, 1971 und 1972 wurde er kanadischer Meister. Er startete bei den Olympischen Sommerspielen 1968, 1972 und 1976 sowie bei den Weltmeisterschaften 1982. Hahn nahm, bis er 79 Jahre alt war, weiterhin an Wettkämpfen teil.
1986 lernte Hahn Christine Kelly Law kennen, die er später heiratete und mit ihr drei Kinder hatte. 1988 kaufte das Paar eine Reitfarm, wo sie unter anderem einen Kurs für den Geländeritt errichteten.